# Teatro Nacional de São Carlos
Das Teatro Nacional de São Carlos (auch Oper de São Carlos) ist das Opernhaus von Lissabon.
Es liegt im südlichen Teil der portugiesischen Hauptstadt, genauer im Altstadtviertel Chiado in der Rua Serpa Pinto No. 9. Es ist Namensgeber des anliegenden Largo de São Carlos.
Das Gebäude wurde am 30. Juli 1793 fertiggestellt.
Der Architekt war José da Costa e Silva.

## Geschichte
- 8. August 1828 – Uraufführung der Oper Gabriella di Vergy von Saverio Mercadante
- 1884 – Einführung des Theatrophon
- Zur Spielzeit 2008/2009 wurde Julia Jones Chefdirigentin des Orchesters
- Von 2010 bis 2013 war der Dirigent Martin André künstlerischer Direktor des Opernhauses

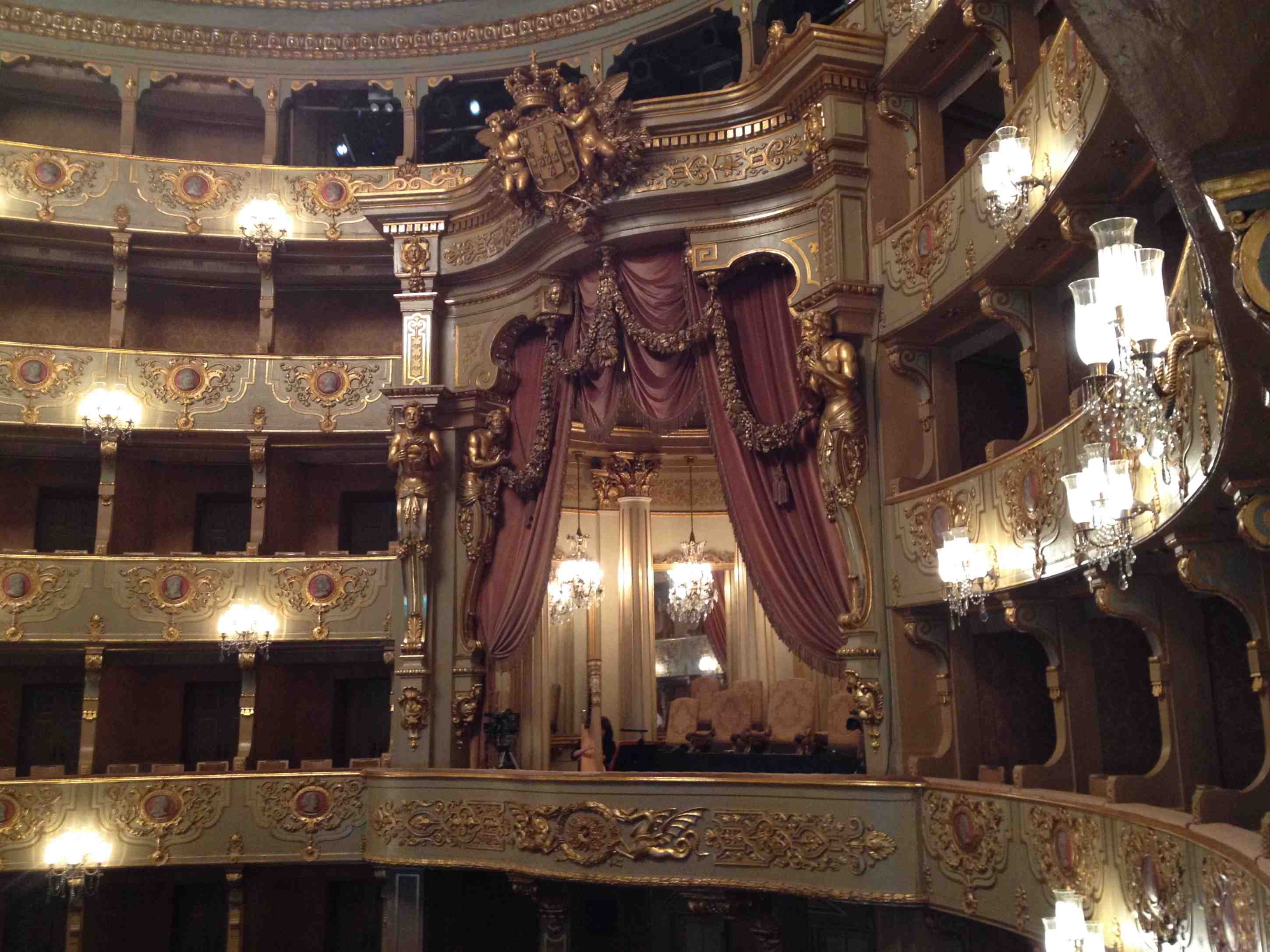
Innenraum mit ehemaliger königlicher Loge

### Bedeutende Gastauftritte
- April 1948–1950 Die italienische Mezzosopranistin Ebe Stignani und der Tenor Mario del Monaco gastieren mehrfach zusammen.
- 1952 – Die deutsche Opernsängerin Georgine von Milinkovic gastiert in der Rolle der Herodias
- Am 27. und 30. März singt Maria Callas die Violetta in Verdis La Traviata, zusammen mit Alfredo Kraus als Alfredo. Es existiert ein Live-Mitschnitt.
- 1961: Auftritt von Colette Lorand als Konstanze in Die Entführung aus dem Serail von Wolfgang Amadeus Mozart
- 1980er Jahre (genauer Zeitraum unbekannt) – Die Schweizer Opernsängerin Elisabeth Glauser gastiert.
- 1980er Jahre (genauer Zeitraum unbekannt) – Der finnische Opernsänger Heikki Siukola gastiert im Theater
- 1986 – Der deutsche Opernsänger Klaus König gastiert als Florestan
- zwischen 1994 und 2002 (genauer Zeitraum nicht bekannt) arbeitete Aniara Amos im Rahmen ihrer Meisterkurse als Regieassistenz von Peter Konwitschny